# 托里亚克-德卡马雷斯
托里亚克-德卡马雷斯（法語：Tauriac-de-Camarès，法語發音：[toʁjak də kamaʁɛs]，意为“卡马雷斯的托里亚克”）是法国阿韦龙省的一个市镇，属于米约区。该市镇2009年时的人口为41人。

## 人口
托里亚克-德卡马雷斯人口变化图示
| 数据来源：INSEE |